# الجيل الثالث من لغات البرمجة
الجيل الثالث من لغات البرمجة (3GL) هي تحسين للجيل الثاني للغات البرمجة.
جلب الجيل الثاني من لغات البرمجة البنية المنطقية للبرمجيات. أما الجيل الثالث فحسنها حتى تكون أسهل في البرمجة (programmer-friendly). وتضمن ذلك تحسين الدعم للبيانات المجمعة (aggregate data types)، والتعبير عن المفاهيم بطريقة محببة للمبرمج، وليس الحاسوب (مثال: ألغيت الحاجة إلى توضيح أن المتغير متعدد الرموز (string) في فورتران). أما الجيل الثالث من لغات البرمجة تطورت عن الجيل الثاني حيث جعلت الحاسوب يهتم بالتفاصيل غير الضرورية، وليس المبرمج. وتعد لغة البرمجة عالية المستوى مرادفة للجيل الثالث من لغات البرمجة.
أول ظهور لها كان في 1950، فورتران، ألغول، وكوبول أمثلة على أوائل اللغات من هذا الجيل.
من أشهر لغات البرمجة متعددة الاستخدام اليوم، سي، سي++، سي#، جافا، وأوبجكت باسكال، وهي أيضاً أمثلة على الجيل الثالث من لغات البرمجة.
ومعظم لغات هذا الجيل تدعم البرمجة الهيكلية.